# Sovizzo
Sovizzo este o comună din provincia Vicenza, regiunea Veneto, Italia, cu o populație de 7.422 locuitori (1 ianuarie 2024) și o suprafață de 15,66 km².

## Demografie
Sovizzo - evoluția demografică

|  | Graficele sunt indisponibile din cauza unor probleme tehnice. Mai multe informații se găsesc la Phabricator și la wiki-ul MediaWiki. |

Date: Recensăminte sau birourile de statistică - grafică realizată de Wikipedia